# 盧弘喆
盧弘喆（：／ Ro Hong Chul；1979年3月31日—）出生於韓國首爾，是韓國藝人及主持人。
盧弘喆是韓國著名綜藝節目《無限挑戰》的前主持人，以「瘋孩子」、「騙子」、「肯定教教主」等角色而為人廣知。但於2014年11月8日凌晨涉嫌酒後駕駛，同日宣佈退出所有節目以作反省，2015年7月加入FNC娛樂成為旗下藝人，2015年11月30日正式復出，現主持OnStyle 談話性綜藝節目《Laundry Day》及MBC廣播節目《Good Morning FM》。

## 個人生活
盧弘喆於弘益大學機械工程學畢業後便進入軍隊服役。兩年的軍旅生涯後，其在網上創立自主品牌網站「Nohongchul.com」及「Dream and Adventurous Hongchul-Land Corporation」。
2009年6月公開與歌手張允瀞已交往1個月的消息。及後，兩人於2010年3月分手，結束9個月的戀愛關係。
盧弘喆少有與女藝人傳出緋聞，除了傳出家裡藏了一個穿紅色高跟鞋的女子外，在2012年女歌手Bada突然於節目中表示現時正跟盧弘喆交往，後Bada又表示只是開玩笑。由於Bada個性與盧弘喆相似，二人關係甚好，Bada 2012年生日當天演出音樂劇，盧弘喆送上蛋糕及鮮花。於《無限挑戰》「咱們也算是歌手」特輯中，Bada現身支持成員，並於盧弘喆演唱時，突然上台一同唱歌。
《無限挑戰》300期特輯中，同歲成員Haha問到為什麼盧弘喆不結婚，盧弘喆指不想為別人帶來麻煩，亦指自己一個人生活很好。
盧弘喆喜愛誇張的打扮，出入的汽車也親自粉飾成橙色迷彩，並命名車子為「弘車」。盧弘喆有潔癖，家裡的裝潢以紅、白色為主，物品亦要整齊成對排列好(可參考無限挑戰 Ep36、143)。

## 演藝生涯
2004年盧弘喆透過主持Mnet節目《Dr.盧的心理診所》（닥터 노의 KIN길거리）出道。在節目大獲好評後，盧弘喆便加入MBC《來玩吧》成為固定嘉賓。自2005年起，盧弘喆成為韓國著名綜藝節目《無限挑戰》元祖成員之一。
因涉嫌於2014年11月8日凌晨酒後駕駛，盧弘喆於同日宣佈退出包括《無限挑戰》及《我獨自生活》在內的悉數綜藝節目以作反省。自退出《無限挑戰》後的空缺由ZE:A成員光熙於2015年4月18日確認替補，而本人則於23日公開的受訪中表示暫無計劃回歸。2015年7月27日正式加入『FNC娛樂』。
2015年8月9日盧弘喆加盟 MBC 新綜藝節目《剩餘們的旅行白皮書》作復出，並與《無限挑戰》前PD於9日前往歐洲。新節目將以素不相識的4名非演藝圈男士和盧弘喆一起碰撞而出的“荒唐”節目，5人將以最少的經費在歐洲進行20天的窮游，節目於9月27日和28日以「中秋特輯」試播兩集。
2015年11月30日，FNC 娛樂表示，旗下諧星盧弘喆將正式復出，並擔任 tvN 兩檔新綜藝節目——《盧弘喆的街頭SHOW》和《我房間的品格》的主持人，於該年12月底播出。

## 無限挑戰
角色
- 在無限挑戰中，由於他說話時語速極快，因為而被稱為「快嘴」。
- 在第3季第22集無限新聞特輯中，劉在錫認為盧弘喆應改名為「石頭孩子」（ Dol + Ai；，音近，意思為「瘋孩子」），這個別名令盧弘喆的人氣急升－尤其受到少女的支持－視為偶像，曾是「少女總統」。
- 2008年由於體重增加而被其他成員給予新的別名「新的胖子」（뉴뚱），應該成為原「胖子兄弟」鄭埻夏及鄭亨敦的新成員。
- 與朴明洙合稱為“大小惡魔”。
- 因為在節目上常騙人，有時會被成員稱為「騙子」（사기꾼）。
- 在第240-242集「原來是美男」特輯中，經過國內投票、網上投票﹑專家投票和海外投票，盧弘喆以40.1%的得票率成為冠軍，因此有「盧美男」（노미남）的綽號。
- 在第304-306集「介醜友慶典」特輯中，在16位主持及嘉賓當中，獲得10票成為「長得最醜的朋友」第一位，稱為「F1」（Face 1）。
- 「盧肯定」（노긍정）、「肯定教教主」，詳見第238集鄂霍次克海特輯。
- 「盧葛亮」（노갈량）、「詐神」（사기의 신），詳見第248及249集首爾黑幫特輯。

其他事項
於第3季第62集，為表示對少女粉絲的支持，盧弘喆創作了《少女》（소녀）一曲。
第143集 — 智能及心理醫學計劃特輯中，精神科專家指盧弘喆出道時 (2004年) 全國的精神科都在研究他的診斷名，最後形容他有年輕時集中力障礙 (ADHD)遺留的痕跡，或甚至有浮躁症。
2010年1月1日，盧弘喆、吉和鄭亨敦開始了他們為期3個月的減肥計劃（《無限挑戰》「減肥挑戰」特輯），並約定不完成目標者需要剃光頭。3個月後，其餘兩人均成功完成目標（吉：減20KG；鄭亨敦：減10KG以及不能喝碳酸飲品），只有盧弘喆（目標為練出六塊腹肌及禁食朱古力）失敗。在被判定挑戰失敗後，盧弘喆隨即接受了懲罰。
2011年3月，由於盧弘喆在「原來是美男」特輯取得第一名而獲得獎賞：「在之後一年內，每當提到盧弘喆時，字幕會嵌有「美男」的稱號；可以給每位成員穿1次自己的衣服」。其後在第277集2012年月曆特輯中使用了此獎賞，讓每位成員穿著他的衣服拍攝月曆。
2011年，在《無限挑戰 西海岸高速公路歌謠祭》中，盧弘喆與著名嘻哈歌手PSY成為拍擋並組成組合「鐵絲兒」（철싸）發表了歌曲《請搖擺吧》。

## 遇襲事件
2008年2月19日晚上8時，盧弘喆回家途中，在家門口遭精神異常男子金某攻擊，臉部和肋骨被擊傷，耳朵被撕開3厘米長傷口。然而，盧弘喆在被打後反倒安慰打人者，帶著他特有的微笑，向金某說他沒什麼事，不要太擔心。警方公開了當時事發的影片，網友看過後，對盧弘喆的行為加以讚揚。
事後，盧弘喆在新村延世醫院接受治療，耳朵因被撕裂而需接受縫合手術。據醫生診斷，盧弘喆受的傷至少要3週左右的時間才能痊癒。因考慮對方襲擊者患病，盧弘喆不向其追究責任。

## 演出節目
- KBS WKBS W 《All That Living（노홍철의 올 댓 리빙）》主持

2004年－2010年
- MBC 《來玩吧（朝鲜语：공감토크쇼 놀러와）》固定出演

2005年
- 4月23日－2014年11月8日：MBC 《無限挑戰》成員

2006年
- 5月1日－11月6日SBS Power FM（朝鲜语：SBS 파워FM） 《盧弘喆的我們年輕美麗的一天（노홍철의 기쁜 우리 젊은날）》DJ

2007年
- MBC 固定出演
- 5月5日－2011年1月17日：KBS2 《危機逃出No.1（朝鲜语：위기탈출 넘버원）》主持
- 8月5日－11月4日：KBS2 《快樂星期天（朝鲜语：해피선데이）－與姜鎬童的兩天一夜》成員

2008年
- 2月17日－10月15日：SBS 《CHANGE》主持
- 10月12日－2010年6月6日：SBS 《黃金美女出擊》主持

2010年
- 5月10日－2011年10月23日：MBC FM4U 《盧弘喆的親密朋友（朝鲜语：친한친구）》DJ
- 7月18日－2011年5月1日：SBS 《星期天真好－英雄豪傑》主持
- 11月4日－12月23日：MBC 《女演員的管家》成員

2011年
- Mnet 《小夜曲大作戰（세레나데 대작전）》主持
- 6月4日－8月21日：tvN 《韓國達人秀（朝鲜语：코리아 갓 탤런트）》主持
- 7月8日－8月5日：tvN 《富翁的誕生（부자의 탄생）》主持
- 12月24日－2012年6月23日：TV朝鮮 《崔賢宇和盧弘喆的魔術騷（최현우 노홍철의 매직홀）》主持

2012年
- 4月29日－12月30日：MBC 《我們的星期六晚－我是歌手2》主持
- 5月5日－2013年4月6日：KBS2 《故事秀Do Dream（朝鲜语：이야기쇼 두드림）》主持
- 6月1日－8月3日：tvN 《韓國達人秀2（朝鲜语：코리아 갓 탤런트）》主持
- 8月19日－11月25日：MBC 《日晚－勝負之神（朝鲜语：승부의 신）》主持

2013年
- MBC 《我的靈魂飯菜（내 영혼의 밥상）》主持
- 2月10日：MBC 《當男人獨自生活》成員
- 2月20日－4月3日：tvN 《Sharp Eyes》（가짜를 찾아라! 눈썰미）主持
- 2月22日－2014年11月7日：MBC 《我獨自生活》成員
- 4月20日－6月28日：MBC 《Show! 音樂中心》主持
- 12月7日－2014年1月25日：tvN 《The Genius第二季：規則破壞者》（더 지니어스：룰 브레이커）參賽者

2014年
- 4月9日：MBC 《我是男人》（나는 남자다）試播
- 7月14日－7月28日：tvN 《COME ON BABY》（컴온 베이비）主持
- 8月14日：MBC 《小區一圈》（동네 한바퀴）試播

2015年
- 9月27日－9月28日：MBC 《剩餘們的旅行白皮書》（잉여들의 히치하이킹）》成員
- 12月23日－2016年3月9日：tvN 《我房子的品格》（내 방의 품격）主持

2016年
- 1月20日－4月30日：tvN 《盧弘喆的街頭秀》（노홍철의 길바닥쇼）主持
- 2月9日：MBC 《隱形攝影機之戰─王座的游戏》試播
- 5月6日－10月7日：KBS2 《歡迎SHOW》 主持
- 5月30日－2017年12月29日：MBC《Good Morning FM》DJ
- 9月18日：MBC《The Money Room》主持
- 10月18日－11月8日：XTM《Free Soul Engineers》主持
- 10月22日－2017年1月7日：OnStyle《Laundry Day》主持

2017年
- 3月2日－6月1日：JTBC 《JOBS》主持
- 5月5日：MBC 《秘密綜藝研修院》試播 主持
- 5月31日－7月19日 ：O tvN《이집 사람들(Dream Home)》主持
- 6月6日－2018年1月26日 ：MBC《HAHA Land Season 1》主持
- 6月25日－9月10日：JTBC 《Begin Again》主持
- 10月29日－2018年1月17日：JTBC 《MIX NINE》主持

2018年
- 1月24日－：MBC《Haha Land Season 2》主持
- 3月19日－：E Channel 《去爬山的綜藝-山頂會談》主持
- 7月15日－8月26日：TV朝鮮 《窮遊去哪裡》主持 (與金永哲、希澈)
- 11月10日－2019年1月26日：Channel A《Vocal Play》
- 11月24日－2019年2月9日：JTBC《團結才能火2》

2019年
- 2月4日：MBC《幫我找房子吧》
- 5月24日－6月14日：O'live《購物車救世主》(장바구니 구세주 <장보고>)
- 8月4日－8月25日：MBN《聽見大海（朝鲜语：바다가 들린다 (텔레비전 프로그램)）》(바다가 들린다)
- 8月18日－11月17日：MBC《眾籌 (2019年節目)》
- O'live《오늘부터 1일》

2020年
- 3月31日-5月12日：Mnet《問答和音樂之間》(퀴즈와 음악사이)

2021年
- 5月12日-6月16日：JTBC《盜畫者們》(그림도둑들)

2022年
- 2月3日-4月28日：SBS 《Circle House》固定出演

## 電影
- 2006年：《誰上我的床（朝鲜语：누가 그녀와 잤을까?）》飾演 DJ（特別出演）

## 曾獲得之獎項
- 2004：MBC演藝大賞－綜藝部門 新人獎
- 2005：MBC演藝大賞－綜藝部門 男子優秀獎
- 2006：KOREA BEST DRESSER AWARD－搞笑獎
- 2007：Mnet 20's之選（朝鲜语：Mnet 20's Choice#1회）－個性獎
- 2007：MBC演藝大賞－大獎（與《無限挑戰》成員共同獲獎）
- 2008：第二屆SBS演藝大賞－實驗精神獎
- 2008：第89屆全国体育大会－健美舞同好普通部 冰球队亚军
- 2009：MBC演藝大賞－綜藝部門 男子優秀獎
- 2010：第5屆亞洲模特兒獎頒獎典禮－模特特別獎
- 2010：MBC演技大賞－電台部門 新人獎（《盧弘喆的親密朋友》）
- 2011：第53屆全国漕艇锦标赛－2000m EIGHT特别獎
- 2013：MBC演藝大賞－人氣賞
- 2014：第20屆大韓民國演藝藝術賞－榮譽賞

## 外部連結
- 盧弘喆的Instagram帳戶
- 盧弘喆的X（前Twitter）
- 盧弘喆的Cyworld專頁
- 盧弘喆在NAVER上的资料